# Lajčo Kujundžić
Lajčo Kujundžić je bio srbijanski nogometaš iz Subotice, rodom bački Hrvat. Smatra ga se jednim od dvadeset Spartakovih najboljih igrača svih vremena. 
Poslije je igrao za beogradsku Crvenu zvezdu sezone
1951. godine. Zvezda je te sezone postala prvak. Za nju je te sezone odigrao 1 utakmicu, ne postigavši ni jedan pogodak. 